# Polska na Zimowych Igrzyskach Olimpijskich 1960
Polskę na Zimowych Igrzyskach Olimpijskich 1960 reprezentowało 13 zawodników w 4 dyscyplinach.
| Sportowcy | Lp.   | złoto | srebro | brąz | 4 m. | 5 m. | 6 m. | 7 m. | 8 m. | Punkty |
| --------- | ----- | ----- | ------ | ---- | ---- | ---- | ---- | ---- | ---- | ------ |
| 13        | 11-12 | –     | 1      | 1    | 1    | 1    | 3    | 1    | –    | 33     |

## Zdobyte medale
| Medal  | Zawodnik           | Dyscyplina          | Konkurencja    | Rezultat | Data      |
| ------ | ------------------ | ------------------- | -------------- | -------- | --------- |
| Srebro | Elwira Seroczyńska | Łyżwiarstwo szybkie | bieg na 1500 m | 2:25,7   | 21 lutego |
| Brąz   | Helena Pilejczyk   | Łyżwiarstwo szybkie | bieg na 1500 m | 2:27,1   | 21 lutego |

## Występy Polaków

### Łyżwiarstwo szybkie
- Elwira Seroczyńska – 500 m, 6. miejsce; 1000 m, nie ukończyła; 1500 m, 2. miejsce (srebrny medal) ; 3000 m, 7. miejsce
- Helena Pilejczyk – 500 m, 12. miejsce; 1000 m, 5. miejsce; 1500 m, 3. miejsce (brązowy medal) ; 3000 m, 6. miejsce

### Narciarstwo klasyczne
- Stefania Biegun – bieg na 10 km, 13. miejsce
- Józefa Czerniawska – bieg na 10 km, 14. miejsce
- Anna Krzeptowska – bieg na 10 km, 20. miejsce
- Helena Gąsienica Daniel – bieg na 10 km, 21. miejsce
- Stefania Biegun, Helena Gąsienica Daniel, Józefa Czerniawska, sztafeta 3 x 5 km, 4. miejsce
- Józef Rysula – bieg na 15 km, 18. miejsce
- Kazimierz Zelek – bieg na 15 km, 28. miejsce; bieg na 30 km, 22. miejsce
- Józef Gut-Misiaga – bieg na 15 km, 41. miejsce
- Andrzej Mateja – bieg na 15 km, 43. miejsce; bieg na 30 km, 23. miejsce
- Józef Gąsienica-Sobczak – bieg na 30 km, 34. miejsce
- Andrzej Mateja, Józef Rysula, Józef Gut-Misiaga, Kazimierz Zelek – sztafeta 4 x 10 km, 6. miejsce
- Józef Karpiel – kombinacja norweska, 19. miejsce
- Władysław Tajner – skoki narciarskie, 31. miejsce